# Municipio de Lincoln (condado de St. Joseph)
El municipio de Lincoln (en inglés: Lincoln Township) es un municipio ubicado en el condado de St. Joseph en el estado estadounidense de Indiana. En el año 2010 tenía una población de 3056 habitantes y una densidad poblacional de 52,98 personas por km².

## Geografía
El municipio de Lincoln se encuentra ubicado en las coordenadas 41°28′55″N 86°29′12″O / 41.48194, -86.48667. Según la Oficina del Censo de los Estados Unidos, el municipio tiene una superficie total de 57.68 km², de la cual 57,54 km² corresponden a tierra firme y (0,24 %) 0,14 km² es agua.

## Demografía
Según el censo de 2010, había 3056 personas residiendo en el municipio de Lincoln. La densidad de población era de 52,98 hab./km². De los 3056 habitantes, el municipio de Lincoln estaba compuesto por el 95,09 % blancos, el 0,29 % eran afroamericanos, el 0,62 % eran amerindios, el 0,52 % eran asiáticos, el 2,09 % eran de otras razas y el 1,37 % eran de una mezcla de razas. Del total de la población el 4,61 % eran hispanos o latinos de cualquier raza.